# 安娜·兰金
安娜·兰金（英語：Anna Rankin，1989年12月8日—），紐西蘭女子羽毛球運動員。

## 簡歷
2013年8月，安娜·兰金參加中國廣州舉行的世界羽毛球錦標賽，與玛德琳·斯特普尔顿出戰女子雙打項目，在首圈就以0比2（6-21、7-21）負於日本的三木佑里子/米元小春出局。
2014年8月，安娜·兰金參加丹麥哥本哈根舉行的世界羽毛球錦標賽，出戰女子單打項目，首圈就以0比2（12-21、14-21）不敵俄羅斯的娜塔莉亚·佩米诺娃出局。

## 主要比賽成績
只列出曾進入準決賽的國際賽事成績：
| 年份   | 賽事                         | 公開賽級別 | 項目     | 成績   |
| ------ | ---------------------------- | ---------- | -------- | ------ |
| 2014年 | 大洋洲羽毛球錦標賽           | 其他       | 混合團體 | 亞軍   |
| 2015年 | 里加羽毛球國際賽             | 未來系列賽 | 女子單打 | 準決賽 |
| 2016年 | 大洋洲羽毛球混合團體錦標賽   | 其他       | 混合團體 | 亞軍   |
| 2016年 | 大洋洲羽毛球男女子團體錦標賽 | 其他       | 女子團體 | 亞軍   |

| 2007-2017年 | 首要超級賽 | 超級賽 | 黃金大獎賽 | 大獎賽 | 國際挑戰賽 | 國際系列賽 | 未來系列賽 | 其他 |

| 2018-2026年 | 總決賽 | 超級1000賽 | 超級750賽 | 超級500賽 | 超級300賽 | 超級100賽 | 國際挑戰賽 | 國際系列賽 | 未來系列賽 | 其他 |

### 奧運會和世錦賽參賽紀錄
|          | 搭檔              | 2013 | 2014 |
| -------- | ----------------- | ---- | ---- |
| 女子單打 | －                | －   | 48強 |
|          |                   |      |      |
| 女子雙打 | 玛德琳·斯特普尔顿 | 48強 | 48強 |